# Đurađ Branković

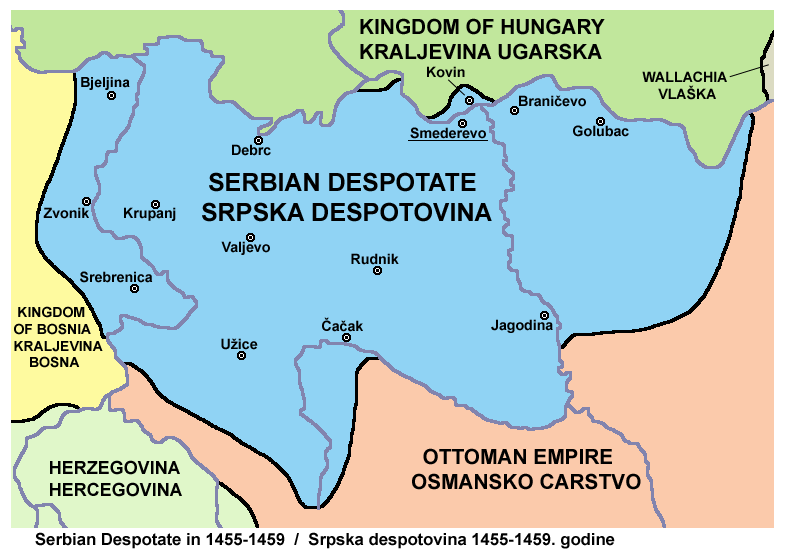
Despotaat Servië

Đurađ Branković (1377-1456) was heerser van het Despotaat Servië van 1427 tot 1456 met een interval van vijf jaar. Hij was via zijn moeder een kleinzoon van Lazar Hrebeljanović en een telg uit Huis Brankovic.

## Levensloop
Durad was vijftig jaar oud toen zijn oom Stefan Lazarević in 1427 kinderloos stierf. Zijn regeerperiode lang zat hij tussen hamer en aambeeld, tussen het Heilig Roomse Rijk en het Ottomaanse Rijk. Keizer Sigismund eiste Belgrado op, sultan Murat II, het Fort van Golubac. Durad verplaatse zijn hoofdstad naar Smederevo.
Iedere toenadering tot de christelijke wereld werd door Sultan Murat II beschouwd als een bedreiging. Toen de jongste dochter van Durad Katarina trouwde met graaf Ulrich II van Celje eiste Murat zijn andere dochter Mara op als vrouw.
De deelname van Servië aan het Concilie van Ferrara-Florence in 1439 was voor Murat een brug te ver en hij viel het land binnen. Durad vluchtte naar het Koninkrijk Hongarije. Tijdens zijn ballingschap kwam hij in contact met Johannes Hunyadi, die een kruistocht plande tegen de Ottomanen. Durad stond aan zijn zijde tijdens de Slag bij Varna in 1444. Dankzij de bemiddeling door zijn dochter Mara verkreeg Durad met de Vrede van Szeged zijn land terug.
Johannes Hunyadi ontevreden met de uitkomst plande een nieuwe aanval, de Slag op het Merelveld  in 1448. Durad tevreden met zijn herwonnen situatie weigerde mee te strijden. Na de slag waar Hunyadi ternauwernood kon ontsnappen, nam Durad hem gevangen. Om zeker te zijn dat Johannes Hunyadi hem gerust zou laten eiste hij zoon Ladislaus Hunyadi als gijzelaar.
De oorlogen raasden verder, maar Servië bleef neutraal. In 1451 stierf Murat II en werd opgevolgd door Mehmet II. Mehmet II veroverde in 1453 Constantinopel en in 1456 probeerde hij Belgrado te veroveren.
Durad stierf op 24 december 1456 en werd opgevolgd door zijn zoon Lazar Branković.